# Natacha Seseña
Natacha Seseña  (Madrid, 10 de julio de 1931-ibíd. 31 de octubre de 2011) fue una historiadora del arte, investigadora e intelectual española especializada en el campo etnográfico de la alfarería tradicional y la cerámica histórica. Miembro fundador de la Academia Internacional de Cerámica de Ginebra, académica de la Real Academia de Bellas Artes de San Fernando, académica de la Real Academia de Bellas Artes de Cádiz.
En 2005 se le otorgó la Medalla de Oro al Mérito en las Bellas Artes.

## Biografía
Nacida en Madrid, en una familia de gente burguesa de muy buen pasar y de derechas. Bautizada con el nombre de Natividad, hija de Concepción Lafuente y Tomás Seseña. El “Alzamiento Nacional” el 18 de julio de 1936, que desencadena la guerra civil, sorprende a la familia en Fuenterrabía, donde se encontraban de vacaciones. Permanecen allí durante parte de la ofensiva del Norte. Una vez que Irún fue conquistada por los sublevados en septiembre de 1936, pudieron trasladarse a Calatayud, entorno familiar materno. 
En 1949 ingresó en la Universidad Complutense de Madrid, y comenzó a frecuentar el Ateneo de dicha ciudad, donde el tradicional 'Nati' se convierte en 'Natacha'. Licenciada en Historia en la Facultad de Filosofía y Letras (en 1954), recibe una beca para Estados Unidos, donde permanece hasta 1957, tras conseguir un máster en Literatura en Comparada en Smith College, universidad privada femenina de Northampton (Massachusetts). Es de suponer que el contacto con significados exiliados españoles y con una cultura radicalmente opuesta a la de la España de aquel momento, le produjeron profundo impacto.[cita requerida] 
Estimulada por Manuel de Terán, orienta su curiosidad innata hacia la cerámica popular, tema que más tarde expondría en su tesis doctoral, leída en 1970 y publicada cinco años después con el título de La cerámica popular en Castilla la Nueva.
En una segunda visita a Estados Unidos había contraído matrimonio con Neil Magee, con el que tuvo dos hijas: Patricia y Lorena, y del que más tarde se divociaría siendo, según sus hijas, la primera española que se divorció (además de la primera que condujo un coche y que se manifestó contra el Vaticano...). Interrumpe su carrera americana para regresar a España, y se instala en Madrid, ciudad en la que residió el resto de su vida.  
Alumna del profesor Diego Angulo; colaboradora del etnógrafo alemán Rüdiger Vossen; Natacha fue además asidua participante en las veladas organizadas por Juan Benet, donde estrechó su amistad con otros escritores, como los poetas Ángel González o Jaime Gil de Biedma, y donde supo mantenerse "simple dans ma vertu, forte dans mon devoir."
Con ochenta años, Natacha Seseña, falleció tras una crisis neumónica y sobrellevar un cáncer en sus tres últimos años.

## Actividad profesional
En su estancia en Estados Unidos, enseñó en el Smith College de Northamton y, brevemente, en el Wellesley College, donde coincidió con el poeta Jorge Guillén. De regreso, en España, fue subdirectora de los cursos de la Universidad de Nueva York en Madrid. Con Franco aún vivo, fue presidenta de la Asociación Española de Mujeres Universitarias.
En la década de 1970 confirmó su especialización al integrarse en el equipo que elaboró la primera guía de la alfarería española, magno trabajo de campo que la doctora Seseña volvió a realizar parcialmente entre 1979 y 1982, junto a su colaboradora Margarita Sáez, el escultor Arcadio Blasco y el fotógrafo Agustín Rico, en esta ocasión documentando la labor de los alfares supervivientes en Castilla la Nueva.
En la primavera de 1981, con el respaldo de Tierno Galván, entonces alcalde de la Villa, promueve la creación de la Feria de Cacharrería de Madrid, en cuya edición de 2010 se le rindió homenaje.
De su trabajo para la Fundación Banco Exterior, destaca el comisariado de dos exposiciones antológicas, las dedicadas a Esteban Vicente en 1987, y a Remedios Varo en 1988.
Los fondos bibliográficos de Natacha Seseña han sido donados por sus hijas a la Escuela de Arte Francisco Alcántara, y se encuentran depositados en la Real Academia de Bellas de San Fernando.[cita requerida]

## Premios y reconocimientos
- En 2010, le fue concedido el Premio Nacional de la Asociación Española de Ciudades de la Cerámica.[11]
- En 2005 recibió la Medalla de Oro al Mérito en las Bellas Artes.

## Libros publicados

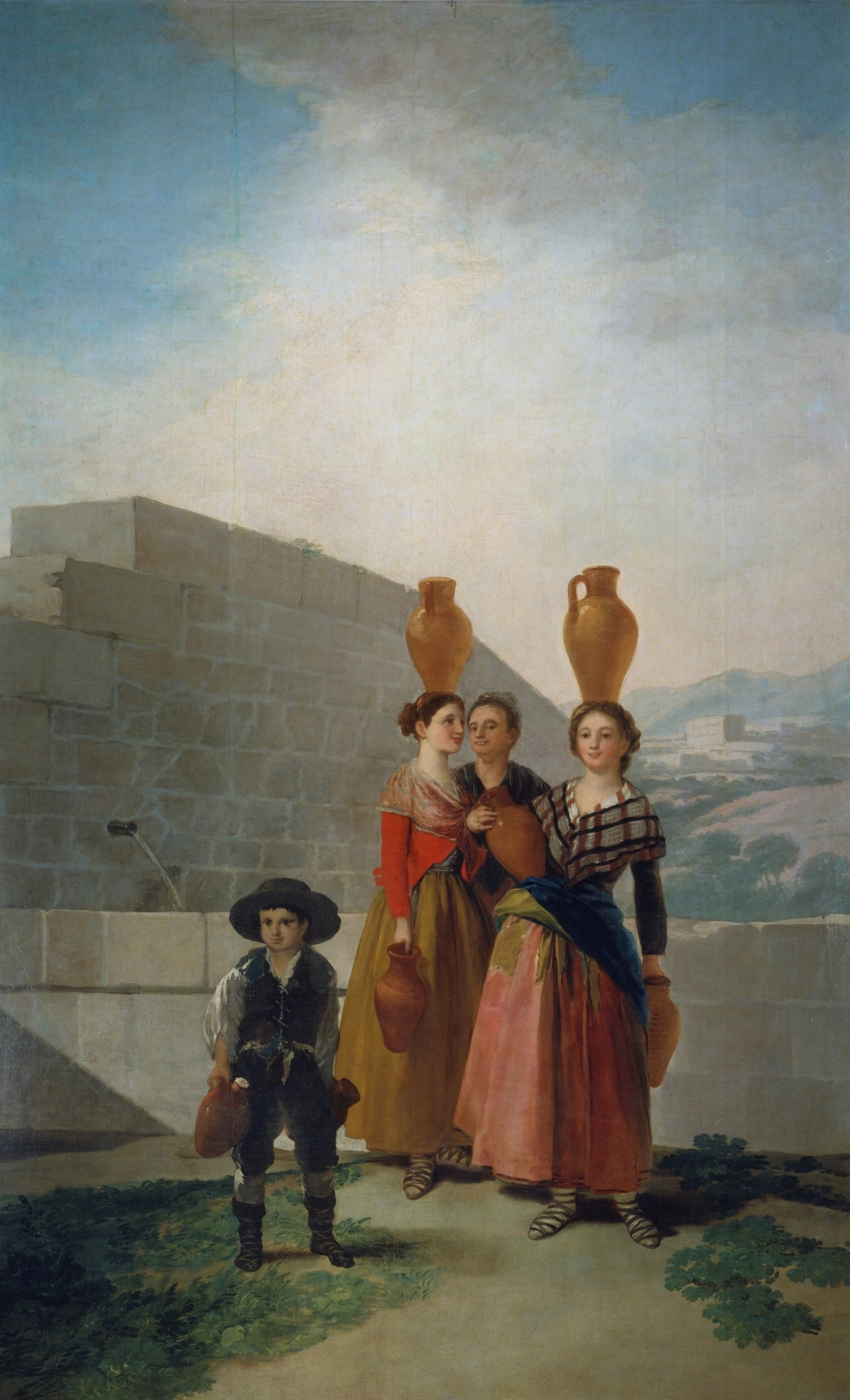
Las mozas del cántaro (1791), reúne tres constantes en la vida y la obra de Natacha Seseña: la alfarería, la mujer y Goya.

- La cerámica popular en Castilla la Nueva. Madrid, Editora Nacional, 1975.
- Barros y lozas de España. Madrid, Prensa Española, 1976; ISBN 84-2870-402-3.
- Guía de los alfares de España (con Rüdiger Vossen y Wulf Köpke). Madrid, Editora Nacional, 1975. ISBN 84-2761-293-1
- Cacharreria popular, Madrid, Alianza Editorial, 1997; ISBN 84-206-4255-X.
- Luis Meléndez: Bodegones. «De lo pintado a lo vivo. Objetos y usos cotidianos en los bodegones de Luis Meléndez», pp.119-153; (Catálogo de la exposición; con Peter Cherry y Juan José Luna). Madrid, Museo Nacional del Prado, 2004; ISBN 978-84-8480-057-6.
- Vida cotidiana en tiempos de Goya (con Carmen Martín Gaite y Gonzalo Anes). Madrid, Ministerio de Educación y Cultura, Dirección General de Bellas Artes y Bienes Culturales, 1996; ISBN 84-7782-414-2.[12]
- Goya y las mujeres. Madrid, Taurus, 2004. ISBN 978-84-3060-507-1.
- Falso curandero (poesía). Natacha Seseña Díez. Castellón de la Plana, Ellago Ed.S.L., 2004. ISBN 978-84-9588-145-8.[13]

### Estudios en revistas y publicaciones especializadas
- «Influencia del turismo en la evolución de la cerámica popular española», en Coloquio Internacional de Estudios Etnográficos Rocha Peixoto, Povoa de Varzim (Portugal), 1966.
- «Alfarería de Mota del Cuervo», en Revista de dialectología y traciciones populares, t.XXIII, Madrid, C.S.I.C., 1967.
- «La cerámica de Manises en el siglo XIX», Inst. "Diego Velázquez" C.S.I.C., Madrid, 1970.
- «La artesanía de Coyotepec (México)», en Actas del II Congreso Nacional de Artes y Costumbres Populares, Zaragoza, 1974.
- «Una clasificación de la cerámica popular española», Cuadernos del Seminario de estudios cerámicos de Sargadelos, núm.21, La Coruña, Ediciones del Castro, 1977.
- «Cerámica popular española», en Anuario Español de Arte, Madrid, 1981.
- «La cerámica en Madrid», en Catálogo Ceramistas en Madrid, Madrid, Museo Municipal, 1981.
- «Las lozas de Talavera y Puente», Catálogo de la Exposición celebrada en el Mercado Puerta de Toledo, Madrid, 1989.
- «Cerámica (siglos XIII - XIX)», en Antonio Bonet Correa (coord.): "Historia de las artes aplicadas e industriales en España". Madrid, Cátedra, 1987.
- «El azulejo en el comercio de Madrid» (junto a varios autores). Madrid, Cámara de Comercio e Industria, 1989.
- «Picasso ceramista», Colección "Los Lunes con Picasso". Fundación Pablo Ruiz Picasso, Málaga, 1990.
- «El búcaro en las Meninas», en Velázquez y el arte de su tiempo. Y «Los barros y lozas que pintó Velánquez», Archivo español de arte, ISSN 0004-0428, Tomo 64, núm. 254, pags. 171-180. Madrid, Centro de Estudios Históricos, C.S.I.C., 1991.

(No incluidas las publicadas en periódicos y revistas generales (Cuadernos para el diálogo, Triunfo, El País...)